# World Stock Exchange
World Stock Exchange (WSE) är en av de största internetbaserade aktiebörserna och finns i SL, Second Life.
World Stock Exchange ägs av Hope Capital (HCL) som är lokaliserat i Australien. World Stock Exchange är en stor aktiebörs med över 70 listade företag, alla företag är virtuella i Second Life. Valutan som man använder i World Stock Exchange är s.k. Lindens (L$) som är valutan i Second Life. WSE är en väldigt seriös aktiebörs och drivs av Luke Connell Vandeverre som äger Hope Capital.